# Gaius Arrius Antoninus
Gaius Arrius Antoninus (vollständige Namensform Gaius Arrius Gai filius Quirina Antoninus) war ein im 2. Jahrhundert n. Chr. lebender römischer Politiker.
Die Anfänge der Laufbahn von Antoninus sind durch zwei Inschriften bekannt. Er war zunächst IIIIvir viarum curandarum; dies war das dritthöchste Amt innerhalb des Vigintivirats. Danach leistete er seinen Militärdienst als Tribunus laticlavius in der Legio IIII Scythica, die zu dieser Zeit in der Provinz Syria, vermutlich in Cyrrhus, stationiert war. Nach Rom zurückgekehrt, wurde er Quaestor urbanus; darüber hinaus wurde ihm die Ehre zuteil, als sevir equitum Romanorum eine Reitereinheit (Turma) während der Transvectio equitum anzuführen. Im Anschluss war er Ab actis senatus, Aedilis curulis und Praetor.
Antoninus wurde während der gemeinsamen Regierungszeit von Mark Aurel und Lucius Verus (161–169) (sanctissimis Imperatoribus), vermutlich um 163, als erster (primus) auf den neugeschaffenen Posten eines praetor tutelaris berufen. Im Anschluss war er um 164/166 (bzw. um 165/166) der erste Amtsinhaber des neugeschaffenen Postens eines iuridicus per Italiam regionis Transpadanae; diese Tätigkeit ist auch durch Briefe des Marcus Cornelius Fronto belegt. In dieser Funktion stellte er während einer Hungersnot die Versorgung von Concordia Sagittaria mit Getreide sicher, wofür er zum Patron der Stadt gewählt und vom ordo Concordiensium mit einer Inschrift geehrt wurde; diese Hungersnot brach vermutlich um 166 aus, als sich die Antoninische Pest in Italien ausbreitete. Zu einem unbestimmten Zeitpunkt nach seiner Praetur übte er die in der Inschrift aus Cirta aufgeführten Ämter des curator Nolanorum, curator Ariminiensium und curator civitatum per Aemiliam sowie die in einer weiteren Inschrift angeführte Tätigkeit in Tifernum Tiberinum aus.
Danach kehrte Antoninus nach Rom zurück, um als Praefect für drei Jahre die Verwaltung des Aerarium Saturni zu übernehmen; er übte dieses Amt vermutlich zwischen 168 und 171 (bzw. von 167 bis 169) aus. Im Anschluss erreichte er 172/173 (bzw. 170 oder 170/171) einen Suffektkonsulat. Im Sommer 175 wurde er als Statthalter in die Provinz Cappadocia entsandt, um die Nachfolge von Publius Martius Verus anzutreten, der von Mark Aurel mit der Niederschlagung der Usurpation des Avidius Cassius beauftragt worden war. Er ist in Cappadocia durch drei Inschriften belegt und amtierte vermutlich von 175/176 bis 176/177 in der Provinz. Danach war er Statthalter (Legatus Augusti pro praetore) in der Provinz Tres Daciae, wo er durch vier Inschriften nachgewiesen ist; er übte dieses Amt vermutlich um 177/178 aus. Aufgrund einer Inschrift in griechischer Sprache, die in Romula gefunden wurde, wird vermutet, dass er als Statthalter in Dakien durch Publius Helvius Pertinax abgelöst wurde. Aus dieser Inschrift geht auch hervor, dass er Statthalter in der Provinz Dalmatia war; er übte diese Statthalterschaft aber nur kurz aus, da Lucius Aurelius Gallus vermutlich bereits im Frühjahr 179 seine Nachfolge antrat.
In den ersten Jahren der Regierungszeit von Commodus (180–192) übte Antoninus vermutlich keine weiteren Ämter aus; er ist erstmals wieder durch die Arvalakten vom 27. bis 30. Mai 186 nachgewiesen. Danach wurde er um 188/189 (bzw. 184/185 oder 187/188) durch das Losverfahren Statthalter (Prokonsul) in der Provinz Asia, wo er durch drei Inschriften in griechischer Sprache und durch Tertullian (Ad Scapulam V, 1) belegt ist. Laut der Historia Augusta (Commodus VII, 1 und Pertinax III, 7) wurde er nach seiner Rückkehr durch Pertinax und den Prätorianerpräfekten Marcus Aurelius Cleander der adfectatio imperii angeklagt und im Winter 189/190 (bzw. 188) zusammen mit dem Schwager von Commodus, Lucius Antistius Burrus, hingerichtet.
Antoninus war zu einem unbestimmten Zeitpunkt Augur und wurde, vermutlich während er in Rom praetor tutelaris war, in das Priesterkollegium der Arvalbrüder aufgenommen. Nach dem Tod von Mark Aurel wurde er darüber hinaus in das Kollegium der Sodales Marciani Antoniniani gewählt. Er war in der Tribus Quirina eingeschrieben und stammte aus Cirta in der Provinz Numidia, wo er auch Patron war (patrono IIII coloniarum). Durch Inschriften ist belegt, dass er zwei Söhne hatte, den gleichnamigen Gaius Arrius Antoninus sowie Gaius Arrius Quadratus. Falls sich eine weitere Inschrift auf ihn beziehen sollte, hieß seine Ehefrau Calpurnia Quadratilla.